# Stanisław Lentz

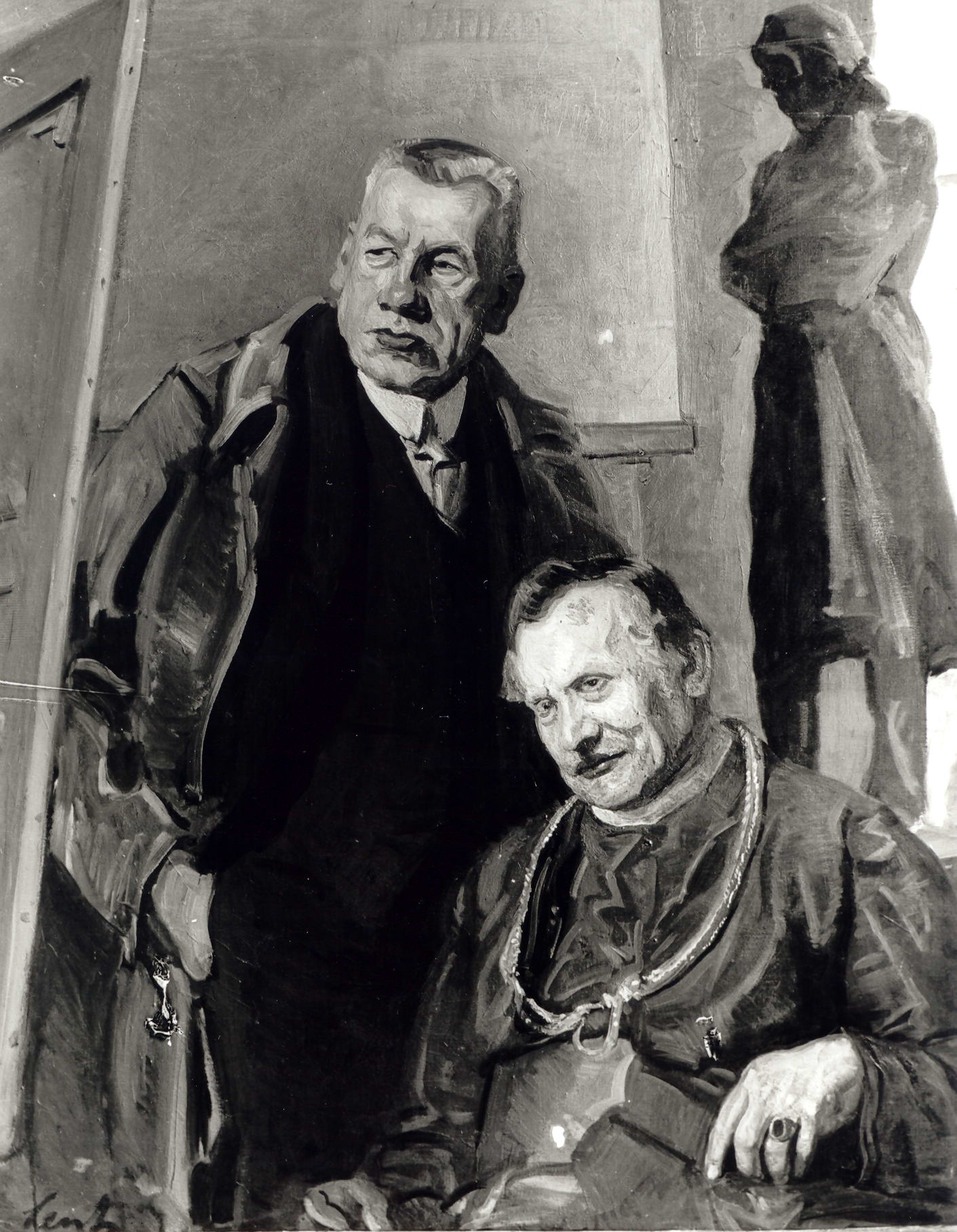
Autoportret z księdzem Mrozowskim, 1920, obraz zaginiony

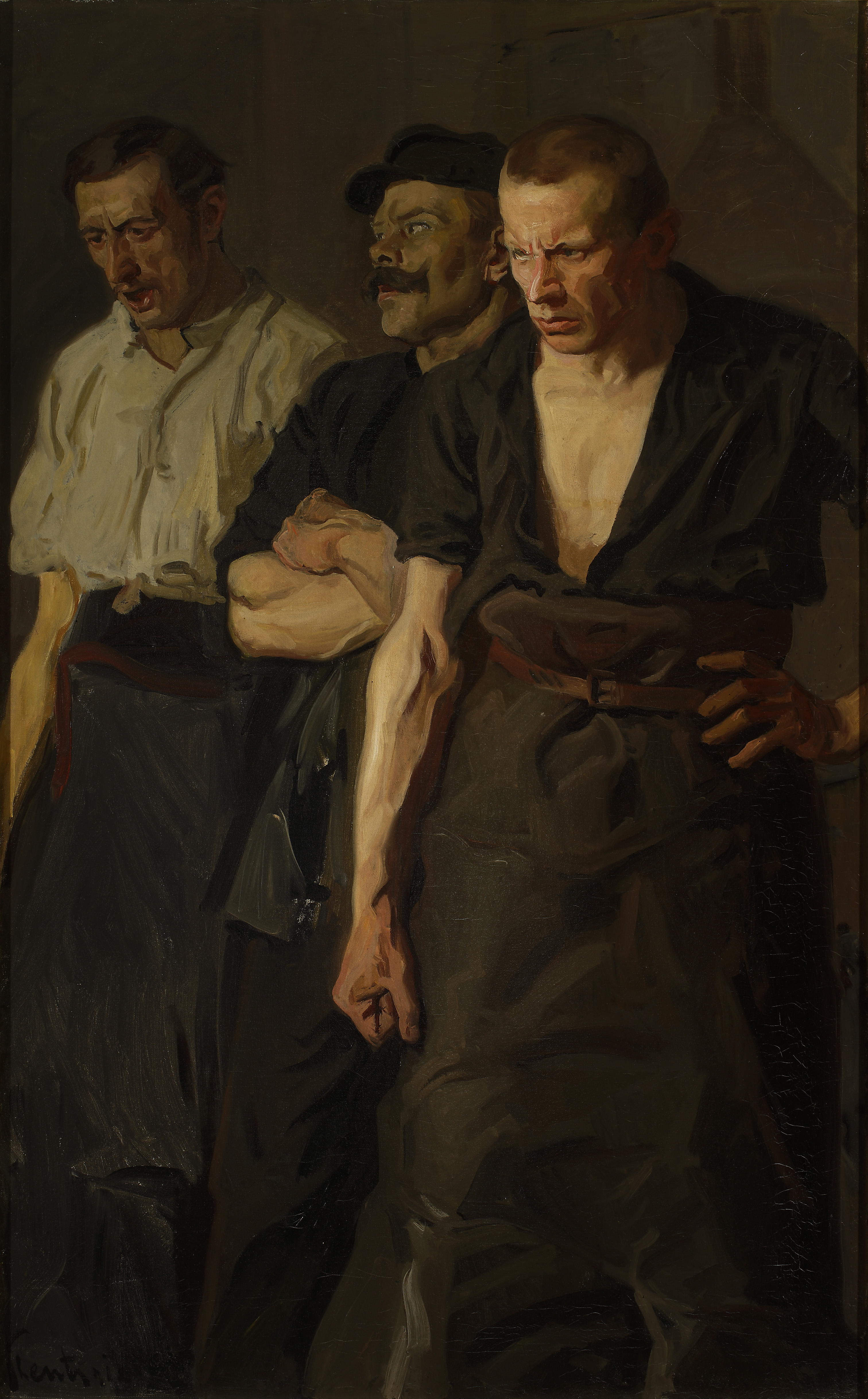
Strajk, 1910

Stanisław Lentz (ur. 23 kwietnia 1861 w Warszawie, zm. 19 października 1920 tamże) – polski malarz, portrecista, ilustrator, profesor i dyrektor warszawskiej Szkoły Sztuk Pięknych od 1909.

## Życiorys
Studiował w krakowskiej Szkole Sztuk Pięknych u Feliksa Szynalewskiego i Izydora Jabłońskiego w latach 1877–1879, kontynuował naukę w Warszawie, w Klasie Rysunkowej Wojciecha Gersona. Następnie studiował za granicą: w akademii monachijskiej (u Sandora Wagnera i Gyuli Benczura, 1879–1884, Naturklasse) oraz w paryskiej Académie Julian (1884–1887).
Po powrocie do Warszawy nawiązał współpracę z czasopismami. Jego ilustracje publikowały: „Kłosy” (1887–1890), „Tygodnik Ilustrowany” (1887–1898, 1905–1906, 1909–1910) i „Kurier Codzienny” (1890–1891). W 1888 został członkiem rzeczywistym Towarzystwa Zachęty Sztuk Pięknych. W 1910 wstąpił do Towarzystwa Artystów Polskich „Sztuka”. Podróżował często za granicę: w 1896 przebywał w Berlinie, Paryżu i Madrycie, w 1897 odwiedził Paryż, w 1900 Normandię, w latach 1903–1914 (z wyjątkiem 1904) spędzał z żoną lato w Scheveningen w Holandii.
W 1909 został mianowany profesorem Szkoły Sztuk Pięknych w Warszawie, jednocześnie obejmując stanowisko dyrektora, które pełnił do swojej śmierci w 1920. Jednym z jego uczniów był Natan Korzeń.
Zmarł na chorobę serca. Został pochowany na Starych Powązkach (kw. 32 wprost-3-25).

## Wystawy
Jego prace były wystawiane na wielu wystawach w Polsce i za granicą (Berlin, Wiedeń, Monachium, Paryżu, Petersburg, Londyn, Antwerpia, Wenecja). Wystawy indywidualne:
- Towarzystwo Zachęty Sztuk Pięknych (1916, 1917, 1921),
- Instytut Propagandy Sztuki (1933),
- Muzeum Narodowe w Warszawie (1976).

W 1894 otrzymał srebrny medal na wystawie sztuki współczesnej we Lwowie za Portret Adolfa Święcickiego. Na Powszechnej Wystawie w Paryżu (1900) zdobył wyróżnienie za estetyczne walory  Portretu Mieczysława Frenkla. Obraz Vierzehntak (Wypłata robotnikom) zdobył III nagrodę w konkursie malarskim TZSP w 1895. Za Wilki morskie z Scheveninger został uhonorowany II nagrodą TZSP w 1904.

## Tematyka i styl prac
Początkowo pozostawał pod wpływem szkoły monachijskiej, ok. 1890 z nieznacznym wpływem nurtu kolorystycznego. Jako karykaturzysta ukazywał codzienne epizody z życia mieszkańców Warszawy. W scenach rodzajowych podejmował tematykę żydowską (Przekupień żydowski, Żydzi handlujący starzyzną). Pod wpływem wydarzeń rewolucyjnych w Królestwie Polskim w 1905 i fascynacji ruchem robotniczym tworzył dzieła o tematyce proletariackiej. Najważniejszą dziedziną twórczości Lentza było malarstwo portretowe, charakteryzujące się dosadną charakterystyką modela, syntetyczną formą przy ciemnej monochromatycznej tonacji i szerokimi pociągnięciami pędzlem. Od 1915 nastąpił okres fascynacji malarstwem holenderskim, a zwłaszcza twórczością Fransa Halsa. W ostatnim okresie twórczości podejmował także wątki legionowe.